# Piper renitens
Piper renitens là một loài thực vật có hoa trong họ Hồ tiêu. Loài này được (Miq.) Yunck. miêu tả khoa học đầu tiên năm 1966.